# Іван Дольчек
Іван До́льчек (хорв. Ivan Dolček; нар. 24 квітня 2000, Копривниця, Хорватія) — хорватський футболіст, фланговий захисник словацького клубу «Дунайська Стреда».
На правах оренди грає за хорватський «Славен Белупо».

## Ігрова кар'єра

### Клубна
Іван Дольчек у віці 11 років приєднався до клубної академії загребського «Динамо», де займався чотири роки. У 2015 році він перейшов до молодіжної команди «Славен Белупо». Провівши в клубі два сезони, влітку 2019 роки Дольчек перейшов до стану «Хайдука», з яким підписав чотирирічний контракт.
9 липня 2019 року Іван Дольчек дебютував у першій команді «Хайдука», коли вийшов на заміну в матчі кваліфікації Ліги Європи проти мальтійського клубу «Гзіра Юнайтед». І в першому ж матчі футболіст відзначився забитим голом. У січні 2022 року до кінця сезону футболіст був відправлений в оренду в португальський «Фамалікан». Влітку він повернувся до «Хайдука», але наступний сезон провів також в оренді, граючи в хорватському клубі «Шибеник».
У січні 2024 року Дольчек перейшов до словацької «Дунайська Стреда», підписавши контракт на три з половиною роки. Та влітку 2024 року захисник повернувся до Хорватії, де продовжив кар'єру, граючи в оренді в своєму першому клубі «Славен Белупо».

### Збірна
З 2018 року Іван Дольчек грав за юнацькі збірні Хорватії. Також футболіст провів шість матчів у складі молодіжної збірної Хорватії.

## Титули
Хайдук
 Переможець Кубка Хорватії: 2021/22